# Outer Wilds
『Outer Wilds』（アウターワイルズ）は、メビウス・デジタル が開発しアンナプルナ・インタラクティブより2019年に発売されたSFアクションアドベンチャーゲーム。対応機種はMicrosoft Windows、Xbox One、PlayStation 4、PlayStation 5、Xbox Series X/S、Nintendo Switch。
インディーゲームでありながら、英国アカデミー賞ゲーム部門ベストゲーム賞などの世界的な賞（ゲーム・オブ・ザ・イヤー）を獲得した。 
物語の舞台は太陽系に似た架空の星系。ただし、物語が始まって約20分経過すると、太陽が超新星爆発して星系が滅亡してしまう。プレイヤーは謎のタイムループ能力によって死を繰り返しながら、宇宙飛行士として星系を探検し、ループの原因、そして星系に隠された壮大な秘密を解き明かしていく。

## システム
プレイヤーは名無しの新米宇宙飛行士として、初飛行を目前に控えた夜に物語が始まる。最初にチュートリアルが用意されており、このチュートリアルの終了とともに爆発のカウントダウンが始まる。 
チュートリアルでは、母星住民との会話や天文台の展示品を通じて、宇宙船とジェットパックの操作方法や世界設定が説明される。ただし、断片的にしか説明されないため、具体的な操作方法や世界設定は、プレイヤーが死を繰り返しながら自力で把握していくことになる。 
物語が始まって22分が経過するか、もしくはプレイヤーが死亡すると、世界全体がリセットされて開始地点に戻る。これを繰り返して徐々に世界を探検していく。所持品や解錠した扉などもすべてリセットされるが、探検によって得られた知識だけはゲーム内の情報端末に自動記録（オートセーブ）される。知識がある程度貯まると、最終的に何をすれば良いのかがおのずから分かる。 
星系は全体がシームレスなオープンワールドで、サイズが現実の星系に比べて縮尺・デフォルメされている。そのため、1分程度で惑星間を航行したり、徒歩数分で惑星の北極から南極まで縦断したりできる。そのようなオープンワールドのなかで、惑星の公転や重力といった物理演算がリアルタイムに行われている。 
物語の開始地点は木立のなかの焚き火で、ゲームカバーにも描かれているように、その焚き火が本作の象徴になっている。同様の焚き火は先遣の宇宙飛行士たちによって他の惑星にも設置されており、そこでは彼らと歓談したり、マシュマロを焼いて食べたりできる。また、先遣の宇宙飛行士たちは、各々がバンジョーやハーモニカなどの楽器をビーコン代わりに演奏しており、その演奏が本作のゲームミュージックの基調になっている。 

## 開発
開発ドキュメンタリー動画（約1時間、クリア後向け）が公開されている。  
Outer Wildsの開発は、本作のクリエイティブ・ディレクターを務めるAlex Beachumが、南カリフォルニア大学映画芸術学部インタラクティブメディア・ゲーム学科に在学中の2012年に始めた、修士論文を兼ねた学生プロジェクトにさかのぼる。このプロジェクトは、「先進的なゲームを開発する」という課題に対してのプロジェクトだった。  
Beachumがこのとき考案したゲームのアイデアは、映画『アポロ13』や『2001年宇宙の旅』で描かれているような、人為の及ばない宇宙という環境に対する「探検精神」を、ゲームの形で表現するというものだった。さらにそれを表現する上で、「行き先」の意識をプレイヤーにもたせながらも、行き先を指示しないオープンワールドゲームを作る、というアイデアだった。そのようなアイデアのヒントになったのは、『ゼルダの伝説 風のタクト』のNPCたち（とりわけ写真家のゲンゾー）による、異郷の地について語り方、すなわちプレイヤーが自発的にその地を探検したいと思えるような語り方だった。なお、Outer Wildsとゼルダの伝説シリーズとの関連性に関しては、『ゼルダの伝説 ムジュラの仮面』のループシステムとの類似性も指摘されている。Beachumは、同作からの影響も認めつつも、同作のループが複雑に入り組んだループであるのに対して、Outer Wildsのループはシンプルで大胆なループであり、それゆえ両者は類似しつつもあくまで対照的な作品だとしている。そのほか、焚き火に象徴されるキャンプ文化、バックパッキング文化からも影響を受けている。 
プロジェクトは開発チームを結成して進められた。チームのメンバーは、南カリフォルニア大学のほか、同じくカリフォルニア州のLaguna College of Art and Designや、プエルトリコのAtlantic University Collegeの学生で構成されていた。チームはまず、ペーパープロトタイピングとTRPGセッションの形式を通じて、物語の原案をブレインストーミングで出し合うことから始めた。その後、Unityでゲームを制作しつつ、 Processingでテキストアドベンチャー形式の試作品を制作した。Beachumが大学を卒業した後も、ゲームの商品化を目指して開発は続き、Beachum自身はクリエイティブ・ディレクターとして携わりつつ、メンバーをフルタイムで雇用して開発を進めた。ちょうどこの頃、南カリフォルニア大学の学生作品公開イベント（Demo Day）に、ゲーム開発会社Mobius Digitalの創業者で、俳優としても知られるマシ・オカが訪れた。このときオカは、千載一遇の好機と見て、Beachumのチーム全員をMobius Digitalに雇い入れた。なお、オカ自身はエグゼクティブ・プロデューサーとして本作に携わっている。 
2015年には、ゲーム専門のクラウドファンディングサイト「Fig」で本作の開発資金を募った。本作はFig最初の掲載作品だった。また同年には、アルファ版をホームページで無料公開したり、後述のインディーゲーム賞（IGF Awards）を受賞したりした。 
2018年3月、Mobius Digitalは、ゲーム販売会社アンナプルナ・インタラクティブが、Figから本作の権利を買い取って資金援助と販売業務を引き受けたこと、および本作を同年内に発売する予定であることを発表した。また同年6月には、PC版だけでなくXbox One版も発売する予定であることを発表した。しかしながら、同年12月、発売が年内ではなく2019年に延期になることを発表した。また、延期の発表に加えて、PCゲーム販売サイトのEpic Games Store から追加の資金援助を受けた代わりに、PC版は同サイトの時限独占販売になることを発表した。このEpic Games Store関連の発表をめぐっては、少々不満が寄せられて騒動になった。というのも、当初のFigの記載では投資者にSteamの使用キーを配布すると記載していたこと、また、LinuxユーザーにとってはEpic Games StoreにLinux互換のフロントエンドが無かったことなどによる。 

## 販売
2019年5月28日、Windows版がEpic Games Storeから発売され、その1日後にXbox One版が発売された。Xbox One版は、サブスクリプション方式（Xbox Game Pass）での配信という形態もとった。2019年10月15日にはPlayStation 4版が発売され、独占期間終了後の2020年6月18日にはSteamからも発売された。なお、以上はいずれもダウンロード販売によるものだったが、2020年にはPlayStation 4のパッケージ版がLimited Run Gamesから発売された。 
本作が発売されたのとちょうど同時期に、他社から似たようなタイトルの『The Outer Worlds』が発売されて混乱を招き、その点でも話題になった。
2021年2月、Nintendo Switch版が同年夏に発売と告知された。しかし約2年半過ぎても発売されず、2023年11月に続報が出て、2023年12月8日に発売と告知された。

## 追加コンテンツ
2021年9月に追加DLC『Echoes of the Eye』が発売された。これが最初で最後のDLCとされる。

## 評価
複数のゲームメディアが、2019年で最高のゲームの一つ（ゲーム・オブ・ザ・イヤー）として本作を挙げている。なかでもPolygonとペーストは、2010年代で最高のゲームの一つとして本作を挙げている。大手レビューサイトのMetacriticでは「概ね好意的」（"generally favorable"）の高評価を得ている。 
特徴的なゲームシステムやストーリーが高評価を得ている。ストーリーに関しては、SF小説『星を継ぐもの』に匹敵するハードSFであるとする評価もある。そして実際に、SF文学賞として著名なネビュラ賞において2020年のゲームライティング部門にもノミネートされている。ストーリーは、シナリオライターでAlex Beachumの姉妹でもあるKelsey Beachumが手掛けている。 
また、コンポーザーのAndrew Prahlowによる、上述のバンジョーを基調にしたゲームミュージックも高く評価されており、サウンドトラックアルバムも販売・配信されている。 
本作は、開発途中のアルファ版の頃から高評価を得ている。2015年には、世界的なインディーゲームイベントIndependent Games Festival（IGF）において、デザイン部門賞と最優秀賞（Seumas McNally Grand Prize）の二部門を制した。 

### 受賞
| Year | Award                                                                                   | Category                                  | Result     | Ref           |
| ---- | --------------------------------------------------------------------------------------- | ----------------------------------------- | ---------- | ------------- |
| 2015 | Independent Games Festival Awards                                                       | Seumas McNally Grand Prize                | 受賞       | [ 49 ]        |
| 2015 | Independent Games Festival Awards                                                       | Excellence in Design                      | 受賞       | [ 49 ]        |
| 2018 | Game Critics Awards                                                                     | Best Independent Game                     | ノミネート | [ 50 ]        |
| 2019 | ゴールデンジョイスティックアワード                                                      | Best Storytelling                         | ノミネート | [ 51 ]        |
| 2019 | ゴールデンジョイスティックアワード                                                      | Best Visual Design                        | ノミネート | [ 51 ]        |
| 2019 | ゴールデンジョイスティックアワード                                                      | Best Indie Game                           | 受賞       | [ 51 ]        |
| 2019 | ゴールデンジョイスティックアワード                                                      | Best Audio                                | ノミネート | [ 51 ]        |
| 2019 | ゴールデンジョイスティックアワード                                                      | Xbox Game of the Year                     | ノミネート | [ 51 ]        |
| 2019 | ゴールデンジョイスティックアワード                                                      | Ultimate Game of the Year                 | ノミネート | [ 51 ]        |
| 2019 | The Game Awards 2019 （The Game Awards 2019）                                           | Best Game Direction                       | ノミネート | [ 52 ]        |
| 2019 | The Game Awards 2019 （The Game Awards 2019）                                           | Best Independent Game                     | ノミネート | [ 52 ]        |
| 2019 | The Game Awards 2019 （The Game Awards 2019）                                           | Fresh Indie Game (Mobius Digital)         | ノミネート | [ 52 ]        |
| 2020 | 第23回D.I.C.E. Awards （23rd Annual D.I.C.E. Awards）                                   | Game of the Year                          | ノミネート | [ 53 ]        |
| 2020 | 第23回D.I.C.E. Awards （23rd Annual D.I.C.E. Awards）                                   | Outstanding Achievement in Game Design    | ノミネート | [ 53 ]        |
| 2020 | 第23回D.I.C.E. Awards （23rd Annual D.I.C.E. Awards）                                   | Outstanding Achievement in Game Direction | ノミネート | [ 53 ]        |
| 2020 | 第23回D.I.C.E. Awards （23rd Annual D.I.C.E. Awards）                                   | Outstanding Achievement in Story          | ノミネート | [ 53 ]        |
| 2020 | 第20回ゲーム・デベロッパーズ・チョイス・アワード （20th Game Developers Choice Awards） | Game of the Year                          | ノミネート | [ 54 ]        |
| 2020 | 第20回ゲーム・デベロッパーズ・チョイス・アワード （20th Game Developers Choice Awards） | Best Debut (Mobius Digital)               | ノミネート | [ 54 ]        |
| 2020 | 第20回ゲーム・デベロッパーズ・チョイス・アワード （20th Game Developers Choice Awards） | Best Design                               | ノミネート | [ 54 ]        |
| 2020 | 第20回ゲーム・デベロッパーズ・チョイス・アワード （20th Game Developers Choice Awards） | Innovation Award                          | ノミネート | [ 54 ]        |
| 2020 | 第20回ゲーム・デベロッパーズ・チョイス・アワード （20th Game Developers Choice Awards） | Best Narrative                            | ノミネート | [ 54 ]        |
| 2020 | SXSWゲーム賞                                                                            | Excellence in Design                      | ノミネート | [ 55 ]        |
| 2020 | SXSWゲーム賞                                                                            | Excellence in Musical Score               | ノミネート | [ 55 ]        |
| 2020 | SXSWゲーム賞                                                                            | Excellence in Narrative                   | ノミネート | [ 55 ]        |
| 2020 | 第16回英国アカデミー賞ゲーム部門 （16th British Academy Games Awards）                  | ベストゲーム                              | 受賞       | [ 2 ] [ 3 ]   |
| 2020 | 第16回英国アカデミー賞ゲーム部門 （16th British Academy Games Awards）                  | Game Design                               | 受賞       | [ 2 ] [ 3 ]   |
| 2020 | 第16回英国アカデミー賞ゲーム部門 （16th British Academy Games Awards）                  | Music                                     | ノミネート | [ 2 ] [ 3 ]   |
| 2020 | 第16回英国アカデミー賞ゲーム部門 （16th British Academy Games Awards）                  | Narrative                                 | ノミネート | [ 2 ] [ 3 ]   |
| 2020 | 第16回英国アカデミー賞ゲーム部門 （16th British Academy Games Awards）                  | Original Property                         | 受賞       | [ 2 ] [ 3 ]   |
| 2020 | ネビュラ賞                                                                              | ゲームライティング部門                    | ノミネート | [ 46 ] [ 47 ] |
| 2020 | 日本ゲーム大賞                                                                          | ゲームデザイナーズ大賞                    | ノミネート | [ 56 ]        |

## プロット
プレイヤーは星系各地で古代文明の遺跡を発見する。遺跡を調べる中で、古代文明は「宇宙の眼」という場所への到達を目指していたこと、その過程でループ装置を作ったこと、道半ばで天災により滅亡したことが分かる。プレイヤーは遺跡に残された設備と知識を利用して「宇宙の眼」への到達を目指す。『Echoes of the Eye』では、本編の裏側にもう一つの古代文明があったことを知る。

### 用語
- アウター・ワイルズ・ベンチャーズ（Outer Wilds Ventures）
- 木の炉辺（Timber Hearth）
- ハーシアン（Hearthian）
- ノマイ（Nomai）
- 幽霊物質（Ghost Matter）
- 偵察機、リトル・スカウト（Little Scout）
- アトルロック（Attlerock）
- 巨人の大海（Giant's Deep）
- 砂時計の双子星（Hourglass Twins）
- 灰の双子星（Ash Twin）
- 燃え盛る双子星（Ember Twin）
- 脆い空洞（Brittle Hollow）
- 空洞のランタン（Hollow's Lantern）
- 闇のイバラ（Dark Bramble）
- 太陽ステーション（Sun Station）
- 侵入者（The Interloper）
- 量子の月（Quantum Moon）
- 宇宙の眼（Eye of the Universe）

### 題材
- 超新星爆発
- 恒星進化論
- 重力
- 自転
- 公転
- 軌道
- 彗星
- 海洋惑星
- 二重惑星
- 地球空洞説
- ブラックホール
- ホワイトホール
- 太陽エネルギー
- 慣性
- チョウチンアンコウ
- クラゲ
- 宇宙文明
- 超古代文明
- 大量絶滅
- 異星言語学
- 転送装置
- 精神転送
- 量子力学
- 観察者効果
- 宇宙の終焉